# Sinabelkirchen
Sinabelkirchen osztrák mezőváros Stájerország Weizi járásában. 2018 januárjában 4223 lakosa volt. 

## Elhelyezkedése

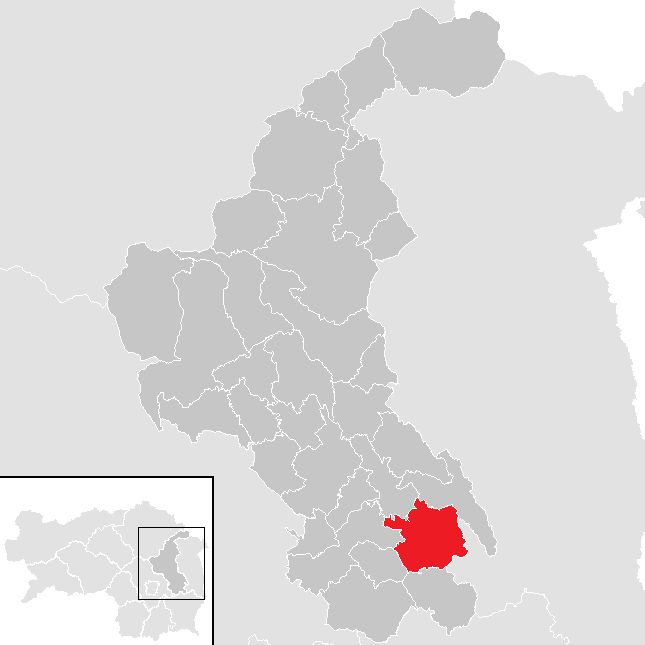
Sinabelkirchen a Weizi járásban

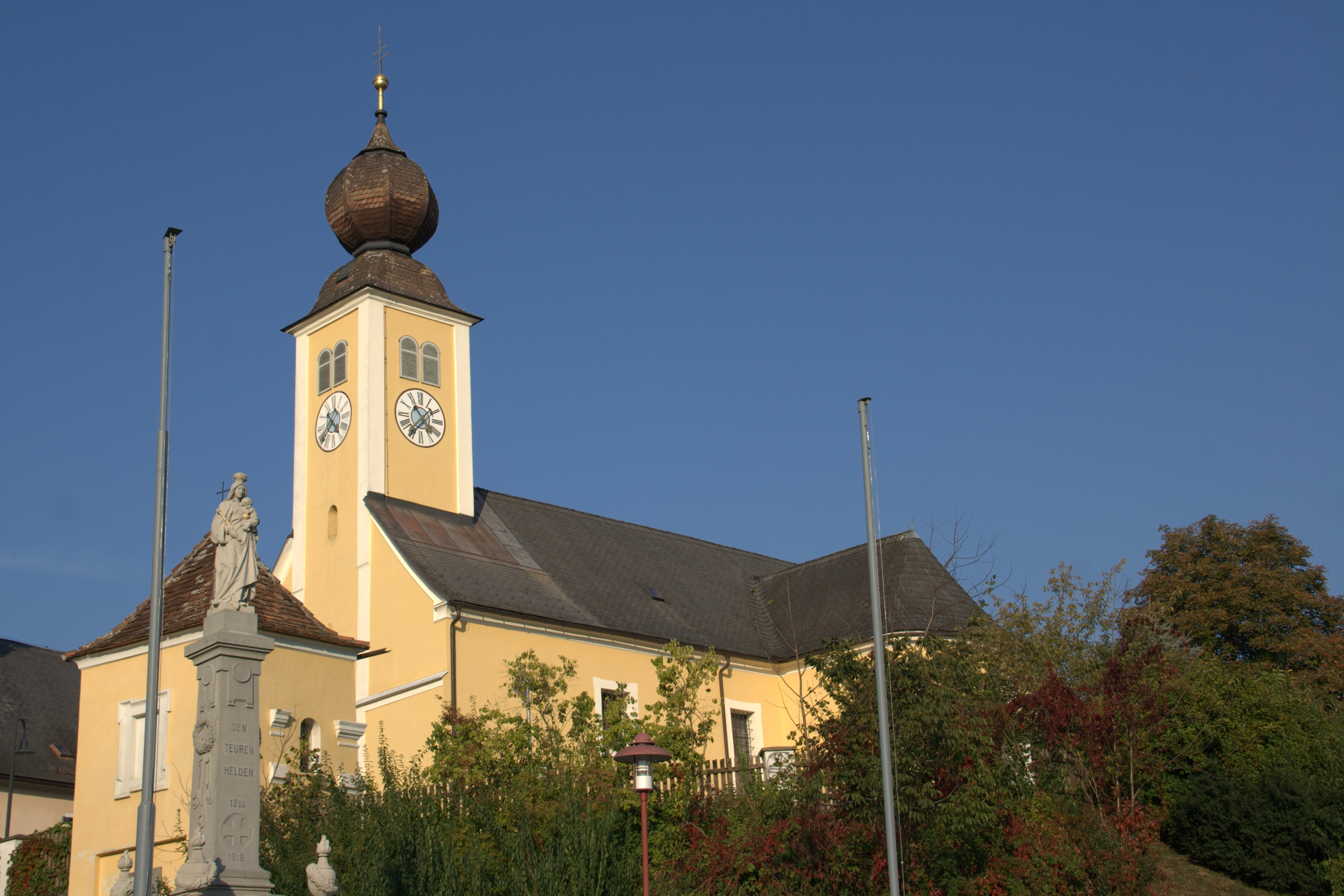
A Szt Bertalan-plébániatemplom

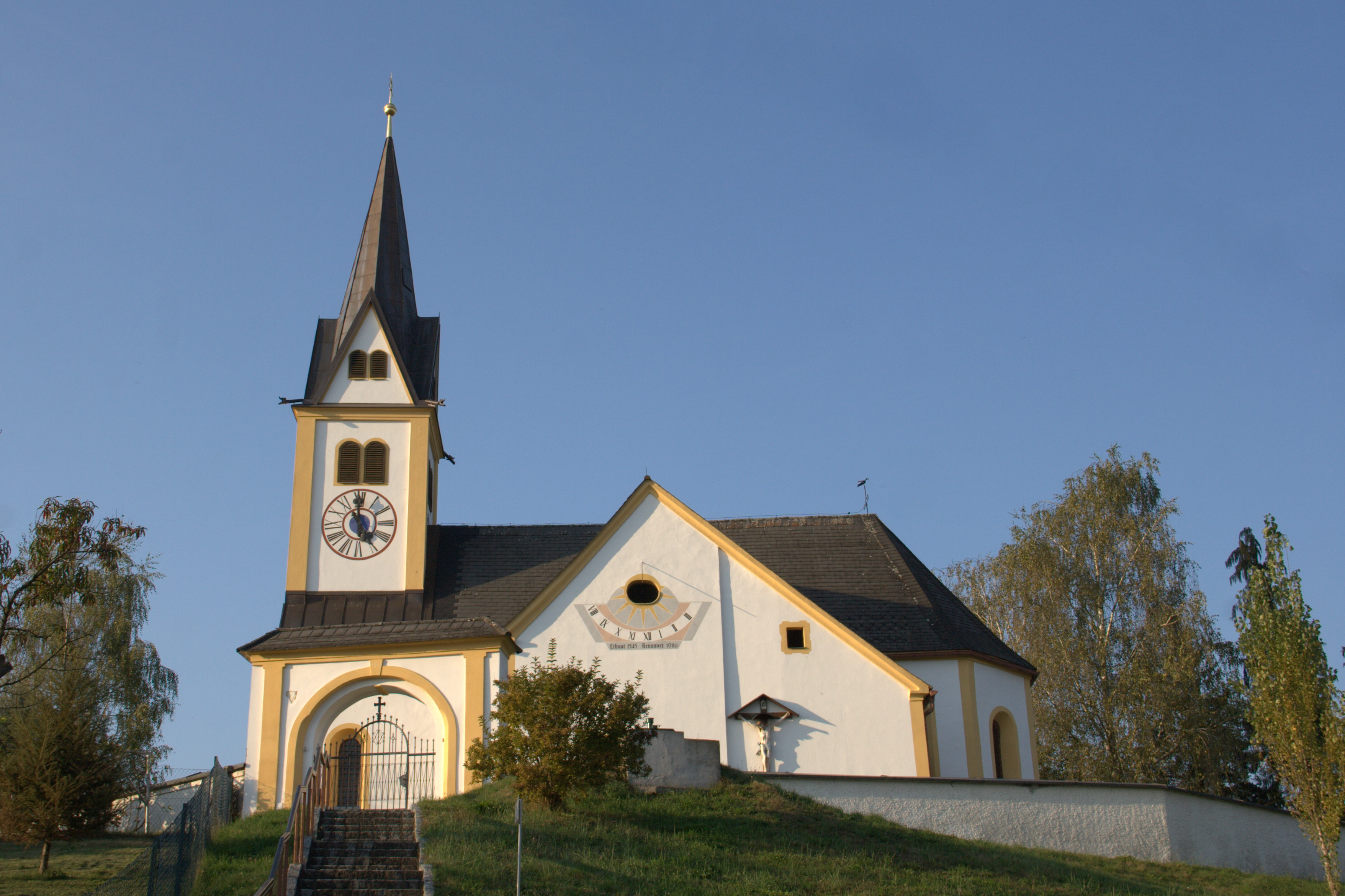
A Szt. Oszvald-templom

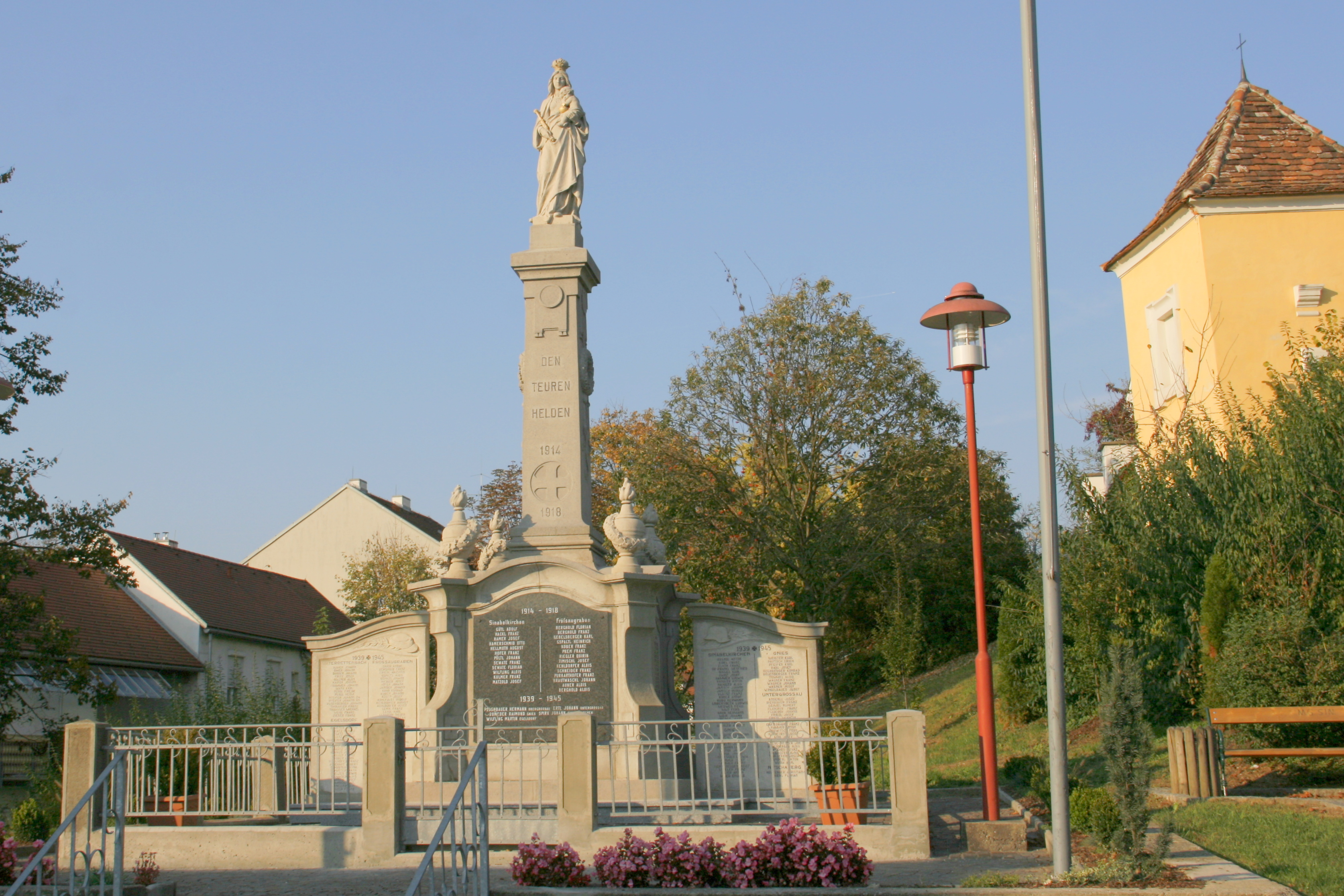
A világháborús emlékmű

Sinabelkirchen a Kelet-stájerországi dombságon fekszik, az Ilz folyó mentén, kb. 34 km-re keletre Graztól. Az önkormányzat 9 települést egyesít: Egelsdorf (550 lakos 2018-ban), Frösau (300), Fünfing bei Gleisdorf (205), Gnies (587), Nagl (79), Obergroßau (442), Sinabelkirchen (981), Untergroßau (729) és Unterrettenbach (350).
A környező önkormányzatok: délre Markt Hartmannsdorf, délnyugatra Hofstätten an der Raab, nyugatra Gleisdorf, északnyugatra Ilztal, északkeletre Gersdorf an der Feistritz, délkeletre Ilz.

## Története
Az emberi tevékenység legrégebbi nyomai a római időkig vezethetők vissza. Bár a helynevek egy része szláv eredetű, így feltehetőleg a népvándorlás végén itt is letelepedtek az alpesi szlávok, Sinabelkirchen területén a jelentősebb betelepülés és erdőirtás csak a 12. században kezdődött el. 
Sinabelkirchent először 1351-ben említik az oklevelek. Neve kerek templomot jelent. Földrajzi elhelyezkedése folytán (Kelet-Stájerország ekkor Magyarországgal volt határos) a veszedelmek általában keletről érték a települést. 1418-ban a magyarok, 1529-ben a törökök, 1605-ben Bocskai hajdúi, 1704-ben pedig Rákóczi kurucai dúlták fel a környéket. Ezenfelül a pestisjárványok több alkalommal is szedtek áldozatokat; az áldozatoknak állítanak emléket az Unterrettenbachban, Egelsdorfban, Gniesben és Fünfingben állított ún. pestiskeresztek. 1782-ben sáskajárás pusztította el a termést, 1805-ben pedig Napóleon megszálló hadai rekviráltak. 
1848-ban felszámolták a feudális birtokrendszert, röviddel később pedig megalakult Sinabelkirchen önkormányzata. A második világháborúig kizárólag mezőgazdaságból élő település gazdasága sikeresen diverzifikálódott és gyors fejlődésnek indult. 1953-ban, illetve 1967-ben a szomszédos Unterrettenbach, Gnies, Frösau, Untergroßau, Obergroßau, Fünfing és Egelsdorf községeket egyesítették sinabelkirchennel, amelyet 1977-ben mezővárosi rangra emeltek. 

## Lakosság
A sinabelkircheni önkormányzat területén 2018 januárjában 4223 fő élt. A lakosságszám 1961 óta gyarapodó tendenciát mutat. 2015-ben a helybeliek 93,7%-a volt osztrák állampolgár; a külföldiek közül 0,6% a régi (2004 előtti), 4,9% az új EU-tagállamokból érkezett. 2001-ben a lakosok 92,3%-a római katolikusnak, 2,1% evangélikusnak, 3,4% pedig felekezeten kívülinek vallotta magát. Ugyanekkor 11 magyar élt a mezővárosban.

## Látnivalók
- a Szt. Bertalan-plébániatemplom
- a 17. századi barokk kápolna
- a világháborús emlékmű
- Gnieß Szt. Osvald-temploma

## Testvértelepülések
- Somberek (Magyarország)

## Fordítás
- Ez a szócikk részben vagy egészben  a   Sinabelkirchen című német Wikipédia-szócikk ezen változatának fordításán alapul.  Az eredeti cikk szerkesztőit annak laptörténete sorolja fel. Ez a jelzés csupán a megfogalmazás eredetét és a szerzői jogokat jelzi, nem szolgál a cikkben szereplő információk forrásmegjelöléseként.